# 雷波蒲儿根
雷波蒲儿根（学名：Sinosenecio leiboensis）为菊科蒲儿根属的植物，是中国的特有植物。分布在中国大陆的四川等地，生长于海拔2,000米的地区，多生于山谷灌丛中潮湿处，目前尚未由人工引种栽培。